# Typhalea warmingiana
Typhalea warmingiana là một loài thực vật có hoa trong họ Cẩm quỳ. Loài này được (Gürke) Monteiro miêu tả khoa học đầu tiên năm 1961.